# I Want You Back! Unreleased Masters
Albums de The Jackson 5
The Very Best of The Jacksons
(2004)
Singles
I Want You Back! Unreleased Masters est un album des Jackson 5 produit par la maison de disques Motown Records, sorti le 10 novembre aux États-Unis et le 16 novembre 2009 en France. Il a été fait pour célébrer les 40 ans du tube I Want You Back et comprend un titre inédit intitulé That's How Love Is. Ce nouvel album contient aussi une chanson écrite par Stevie Wonder, intitulée Buttercup.

## Liste des pistes
| 1.    | Medley: I Want You Back/ABC/The Love You Save | The Corporation                          | 3:07 |
| 2.    | That's How Love Is                            | The Corporation                          | 2:36 |
| 3.    | Listen I'll Tell You How                      | Bobby Taylor                             | 3:00 |
| 4.    | Man's Temptation                              | Curtis Mayfield                          | 5:40 |
| 5.    | Never Can Say Goodbye (Alternate Version)     | Clifton Davis                            | 2:48 |
| 6.    | Love Comes in Different Flavors               | The Corporation                          | 3:16 |
| 7.    | ABC (Alternate Version)                       | The Corporation                          | 3:28 |
| 8.    | Love Call                                     | Willie Hutch                             | 2:26 |
| 9.    | Buttercup                                     | Stevie Wonder                            | 3:54 |
| 10.   | Lucky Day                                     | Hal Davis                                | 2:43 |
| 11.   | I'll Try You'll Try (Maybe We'll All Get By)  | Johnny Bristol                           | 4:58 |
| 12.   | Dancing Machine (Alternate Version)           | Hal Davis/Don Fletcher/Weldon Dean Parks | 4:26 |
| 42:28 |                                               |                                          |      |